# 八王子市立山田小学校
八王子市立山田小学校（はちおうじしりつ やまたしょうがっこう）は、東京都八王子市山田町にある公立小学校。
2024年（令和6年）4月1日現在、生徒数513人、職員数38人である。

## 沿革
- 1976年（昭和51年）4月1日 - 八王子市立第七小、散田小より分かれ、開校。児童数672名、教員数32名
- 2002年（平成14年）3月 -  校内電話機設置
- 2008年（平成20年）3月 - 山田小学童クラブ設置（校庭）

（この節の出典：）